# Іловниця (Сілезьке воєводство)
Іловниця (пол. Iłownica, нім. Illownitz) — село в Польщі, у гміні Ясениця Бельського повіту Сілезького воєводства.
Населення — 1015 осіб (2011).
У 1975-1998 роках село належало до Бельського воєводства.

## Демографія
Демографічна структура станом на 31 березня 2011 року:
|          | Загалом | Допрацездатний вік | Працездатний вік | Постпрацездатний вік |
| -------- | ------- | ------------------ | ---------------- | -------------------- |
| Чоловіки | 509     | 128                | 333              | 48                   |
| Жінки    | 506     | 111                | 296              | 99                   |
| Разом    | 1015    | 239                | 629              | 147                  |